# 納塔利婭·塞德萊茨卡
納塔利婭·尤里伊芙娜·塞德萊茨卡（羅馬化：Nataliia Yuriivna Sedletska；1987年6月20日—），乌克兰记者，因调查乌克兰政客和官员腐败而闻名，现在是自由歐洲電台烏克蘭語節目 《陰謀：腐敗細節》的主持人。